# Hylesiopsis
Hylesiopsis é um gênero de mariposa pertencente à família Saturniidae.